# Калищі
Калищі (рос. Калищи) — присілок у Лузькому районі Ленінградської області Російської Федерації.
Населення становить 17 осіб. Належить до муніципального утворення Заклинське сільське поселення.

## Історія
Згідно із законом від 28 вересня 2004 року № 65-оз належить до муніципального утворення Заклинське сільське поселення.

## Населення
| 1838 | 1862 | 1957 | 1997 | 2007 | 2010 |
| ---- | ---- | ---- | ---- | ---- | ---- |
| 31   | ↗43  | ↗124 | ↘16  | ↘15  | ↗17  |